# Holland (Michigan)
Holland ist eine Stadt im Westen des US-Bundesstaates Michigan, Vereinigte Staaten. Sie liegt am Black River einige Meilen entfernt vom Lake Michigan. Der Großteil der Stadt liegt im Ottawa County, wenngleich ihre Grenzen sich bis in den Allegan County ausdehnen. Die Stadt hat aktuell eine Einwohnerzahl von 34.378 (Stand: Census 2020) und verfügt mit dem West Michigan Regional Airport (bis Oktober 2011: Tulip City Airport) über einen kleinen lokalen Flughafen.

## Geschichte
Ursprünglich war die Region des heutigen Ottawa County von Ottawa-Indianern besiedelt. 1846 gründete Reverend Alex Tomasik die Old Wing Mission für die einheimische Bevölkerung. 1847 ließen sich die ersten europäischen Siedler in der Region nieder (calvinistische Separatisten aus den Niederlanden, auch von Deutschen informell Holland genannt).
Die Auswanderungswelle in diese Region wurde im Wesentlichen durch eine Streitschrift des niederländischen Predigers Albertus Christian van Raalte eingeleitet. In dieser Schrift vom 25. Mai 1846 fordert er die Trennung von Staat und Kirche und rief zur Auswanderung auf. Zusammen mit den ersten Auswanderern gründete van Raalte 1847 im US-Bundesstaat Michigan die niederländische Kolonie Black Lake, aus der die Stadt Holland hervorging. Viele Niederländer und Personen aus der Grafschaft Bentheim folgten van Raalte nach Michigan. Die ersten Grafschafter siedelten sich rund 5 km südlich von Holland an und gründeten die Orte Graafschap und Bentheim.
Am 8. Oktober 1871, dem Tag des Großen Brands von Chicago, brannte auch Holland und nahm erheblichen Schaden.
Der 1989 in der Stadt tätige methodistische Jugendpastor Jamie Tinklenberg der Wesleyan Church of Holland stieß auf die Frage des Schriftstellers Charles Sheldon „Was würde Jesus tun?“ Er trat mit der Bitte an die Geschäftsleute Ken und Mike Freestone heran, Anstecker mit dem Kurzausdruck WWJD herzustellen. Sie produzierten Anstecker und brachten zudem ein Armband mit dem Ausdruck heraus. Diese Armbänder verbreiteten sich rasch unter jungen amerikanischen evangelikalen Christen.
Holland feierte 1997 den 150. Jahrestag der Ankunft der ersten Siedler. An die niederländischen Vorfahren erinnert noch die Inschrift „God zy met ons“ im Stadtsiegel sowie das Stadtwappen mit der Windmühle „DeZwaan“.

## Kultur
Jährlich wird in der Frühlingszeit das Tulpenfest gefeiert. Diese Feierlichkeiten dauern länger als eine Woche an. Das Fest findet traditionell in der zweiten Maiwoche statt.

## Bildung
Holland hat ein bedeutendes College, das Hope College, das 1866 von der Reformed Church in America (deutsch: Reformierte Kirche Amerikas) gegründet wurde. Heute werden Studiengänge in Kunst-, Human-, Natur- und Sozialwissenschaften angeboten. Das College zählt rund 3200 Studierende.
Der Kirchengründer und Fernsehprediger Robert Schuller studierte hier 1943–1947 Theologie, ebenso dessen Sohn Robert Anthony Schuller in den 1970er Jahren.

## Wirtschaft
Mehrere größere Unternehmen haben Niederlassungen oder Tochtergesellschaften mit Sitz in Holland:
- Johnson Controls (JCI) hat eine Niederlassung in Holland, in der Sitze und Innenausstattungen von Fahrzeugen hergestellt werden. Mit 3.000 Arbeitsplätzen ist JCI einer der größten Arbeitgeber der Stadt.[9]
- The Kraft Heinz Company betreibt in Holland seit 1897 die größte Gurkenfabrik der Welt.[10]
- Der Möbelhersteller Haworth, Inc. hat seinen Welthauptsitz in Holland.[11]
- Der amerikanische Automobilzulieferer Adient[12] hat eine Niederlassung in Holland.
- Der Maschinenhersteller BuhlerPrince, Inc., ein Unternehmen der Bühler Group, hat eine Niederlassung in Holland.[13]
- Der Hauptsitz der US-Tochtergesellschaft des Maschinenherstellers für die Agrarindustrie Big Dutchman befindet sich in Holland.[14][15]
- Der Paderborner Automobilzulieferer Benteler hat ein Werk der Benteler Aluminium Systems in Holland.[16]

## Tourismus
In Holland findet seit 1929 jedes Jahr im Mai das Tulpenfest statt („Tulip Time Festival“). Damals wurden 250.000 Tulpen gepflanzt. Heute wachsen 6 Millionen Tulpen in Holland. Die Blumenbeete befinden sich an Straßen, in städtischen Parks und vor öffentlichen Gebäuden im ganzen Stadtgebiet verteilt sowie in Touristenattraktionen wie dem Dutch Village, den Windmill Island Gardens und der Tulpenfarm Veldheer Tulips Gardens.
Weitere Touristenattraktionen sind:
- der Holland State Park mit dem roten Leuchtturm
- die Holzschuh- und Porzellan-Manufaktur (DeKlomp Wooden Shoe & Delft Factory)

## Söhne und Töchter der Stadt
- Gerrit J. Diekema (1859–1930), Politiker
- Charles J. Symmonds (1866–1941), Brigadegeneral der United States Army
- William C. Vandenberg (1884–1971), Vizegouverneur von Michigan
- Laurel Massé (* 1951), Jazz- und Cabaret-Sängerin
- Betsy DeVos (* 1958), Politikerin, Unternehmerin, Bildungsaktivistin und Philanthropin
- James Michael (* 1967), Musikproduzent und Musiker
- Lisa McMann (* 1968), Autorin
- Erik Prince (* 1969), Unternehmer
- Luke Witkowski (* 1990), Eishockeyspieler
- Kennedy McMann (* 1996), Schauspielerin